# Striodentalium tosaensis
Striodentalium tosaensis is een Scaphopodasoort uit de familie van de Dentaliidae. De wetenschappelijke naam van de soort is voor het eerst geldig gepubliceerd in 1963 door Habe.